# اینترپرایس ایرلند
اینترپرایس ایرلند (انگلیسی: Enterprise Ireland) شرکت دولتی سرمایه‌گذاری ایرلندی است، که در سال ۱۹۹۸ تأسیس شد.